# Naturschutzgebiet Untere Hilbringse
Das Naturschutzgebiet Hilbringse mit einer Größe von 24,36 ha liegt südwestlich von Brilon. Das Gebiet wurde 2008 mit dem Landschaftsplan Briloner Hochfläche durch den Hochsauerlandkreis als Naturschutzgebiet (NSG) ausgewiesen. Östlich grenzt durch einen Weg getrennt das Naturschutzgebiet Gimmental an.

## Gebietsbeschreibung
Beim NSG handelt es sich um einen Teilbereich des Hilbringsetals. Neben dem Bach gehören die Grünlandflächen im Talbereich zum NSG. Teile waren bei NSG-Ausweisung auch mit Rotfichten bestockt.
Das Landesamt für Natur, Umwelt und Verbraucherschutz Nordrhein-Westfalen dokumentierte Pflanzenarten wie Acker-Witwenblume, Arznei-Engelwurz, Bachbunge, Bitteres Schaumkraut, Blutwurz, Brennender Hahnenfuß, Echtes Johanniskraut, Echtes Mädesüß, Flutender Schwaden, Färber-Ginster, Gelbe Gauklerblume, Gewöhnlicher Gilbweiderich, Gewöhnliches Ferkelkraut, Großer Wiesenknopf, Gewöhnliche Pestwurz, Harzer Labkraut, Kleine Bibernelle,  Kleines Habichtskraut,  Kriechender Hahnenfuß, Kuckucks-Lichtnelke, Moor-Labkraut, Pfennigkraut, Quell-Sternmiere, Rundblättrige Glockenblume, Schlangen-Knöterich, Spitzblättriges Spießmoos, Spitzlappiger Frauenmantel, Spitz-Wegerich, Sumpf-Dotterblume, Sumpf-Schachtelhalm, Sumpf-Vergissmeinnicht, Wald-Ehrenpreis und Wiesen-Schaumkraut.

## Schutzzweck
Im NSG sollen die Grünlandflächen geschützt werden. Wie bei allen Naturschutzgebieten in Deutschland wurde in der Schutzausweisung darauf hingewiesen, dass das Gebiet „wegen der Seltenheit, besonderen Eigenart und Schönheit des Gebietes“ zum Naturschutzgebiet wurde. Der Landschaftsplan führt zum speziellen Schutzzweck auf: „Erhaltung und Optimierung eines wichtigen Verbundstücks im zusammenhängenden Grünland-Talsystem von Hilbringse, Aa und Möhne mit artenreichen Lebensräumen des Feucht- und Nassgrünlandes, der Quellsümpfe und feldgehölzreichen Extensivweiden; damit auch Schutz der hier vorkommenden, tlw. gefährdeten Tier- und Pflanzenarten; Sicherung und in Teilen Wiederherstellung eines für das Landschaftserleben bedeutenden Kulturlandschaftausschnitts im Nahbereich der Kernstadt Brilon; Eindämmung der ‚ortsfesten‘ Freizeitaktivitäten, die die (potenzielle) Bedeutung des Gebietes für den Biotop- und Artenschutz beeinträchtigen; Schutz eines Schwalglochs als landeskundlicher Besonderheit.“